# Ерих Менделсон
Ерих Менделсон (Аленштајн, 21. март 1887 — Сан Франциско, 15. септембар 1953) био је познати немачки архитекта присталица генерације експресионизма и органске архитектуре који је реализовао тип незаевисне архитектуре коју је презентирао на грађевинама најме робних кућа, административних зграда и фабрика.

## Биографија
Родио се у граду Аленштајну у Источној Пруској (данас је то Пољска) 1887. године и јеврејског је порекла. Био је пето од шесторо деце; мајка му је била Ема Естер (рођена Јаруславски), шеширџија, а отац Давид је био трговац. Средњу школу-хуманистичку гимназију завршио је у родном граду и наставио је студиј у Берлину а 1906. године је почео студиј економије на универзитету у Минхену. 1809. је почео са студијем архитектуре на техничком универзитету у Берлину и након две године прешао је на универзитет у Минхену где је свој студиј архитектуре завршио 1912. године. У минхену је био под утицајем Теодора Фишера чије је стварање било под утицајем неокласицизма и сецесије а затим је дошао у дотицај са експресионистички оријентисаним архитектима из групе „Der Braue Reiter“ и „Die Brücke“.
Од 1912. до 1914. и радио је као независан архитекта у Минхену. Године 1915. се оженио са Луис Мас. Добри односи са познатим људима помогли су Менделсону. Посредством супруге срео је Херберта Фројндлиха заступника директора института за физикалну хемију и електрохемију. Саградио је 1921. године за институт астрофизичку опсерваторију у којој је требало да буде простор у којем би се оверавала Ајнштајнова теорија релативности позната под именом Ајнштајнова кула у Постдаму. Концепција је изведена из концепција решења из доба после Првог светског рата, а објекат је најзначајније остварење пројеката грашевина хетерогених облика, који су у та времена сматрани утопијама и остајали су у већини на папиру као неостварена дела и његова ваљкаста целина објекта подсећа на особине аеродинамичких возила.
Даља грађевина је била шеширџиска творница у Лукенвалду.
Током 1924. године био је учесник у оснивању прогресивне архитектонске групе „Die Ring“ скупа са познатим архитектима Лудвиг Мис ван дер Рое и Валтер Гропијусом и његова следећа фаза је била јако успешна и стварао је у Европи скупа са Ле Корбизијеом и даљим познатим архитектима са којима је допринео и развоју совијетске архитектура.
Године 1933, због наступа антижидовских и антисемитских тенденција, емигрирао је у Енглеску.
Његова имовина је припала нацистима и био је искључен из списка Немачке архитектонске уније и из Пруске академије уметности. У Енглеској је сарађивао са Сергејом Хермајефом и пројектовао је и серију зграда за Палестину.
Од 1941. године живео у САД са новим именом Ерик и предавао на Универзитету Беркли. Године 1945. трајно се населио у Сан Франциску где је до конца живота посветио пројектима јеврејске заједнице.

## Филозофија
Менделсонова основна филозофија која је произашла из првих искустава из експресионизма био је динамизам. Овај правац је презентирао архитектонску мисао која је била веома лична а његов део архитектонског стваралаштва је одвођен из романтичког симболизма док је последња фаза његовог стваралаштва била већ много линеарнија.

## Архитектонска каријера
Крајем 1918. године, по повратку из Првог светског рата, успоставио је праксу у Берлину. Ајнштајнтурм и фабрика шешира у Лукенвалд су успоставили његову репутацију. Фабрика шешира је пуштена у рад 1921. године, Менделсонов дизајн је укључивао четири производне хале, котао, турбину, две капије и халу за фарбање. Хала за фарбање постала је препознатљива карактеристика фабрике, зграда је обликована са модерном вентилационом хаубом која је избацивала отровне паре које се користе у процесу бојења. Структура је чак иронично подсећала на шешир.
Још 1924, Wasmuths Monatshefte für Baukunst (серија месечних часописа о архитектури) издала је књижицу о његовом раду. Исте године, заједно са Лудвиг Мис ван дер Роеом и Валтером Гропијусом, био је један од оснивача прогресивне архитектонске групе познате као Дер Ринг. У његовој пракси радило је чак четрдесетак људи, међу њима као приправник Јулије Посенер, касније историчар архитектуре. Менделсонов рад је обухватио конзумеризам Вајмарске републике, посебно у његовим радњама: најпознатија од који је робна кућа Шокен. Ипак, био је заинтересован и за социјалистичке експерименте у СССР-у, где је 1926. године (заједно са старијим архитектом овог пројекта, Хиполитом Претром) пројектовао Фабрику текстила Црвене заставе. Његове новинске канцеларије Мосхаус и биоскоп Универзум такође су имали велики утицај на арт деко и Стримлајн модерну.
Године 1926, on je купио стару вилу, а 1928. пројектовао је Рупенхорн, од близу 4000 m², који је породица користила две године касније. Са скупом публикацијом о свом новом дому, коју је између осталих илустровао Амеде Озанфан, Менделсон је постао предмет зависти.
Менделсон је дуго познавао Хајма Вајцмана, каснијег председника Израела. Почетком 1934. почео је да планира у Вајцманово име низ пројеката у Палестини током британског мандата. Године 1935, отворио је канцеларију у Јерусалиму и планирао јерусалимске камене зграде у интернационалном стилу које су у великој мери утицале на локалну архитектуру. Године 1938, распустио је своју канцеларију у Лондону. У исто време он и његова супруга су добили британско држављанство и он је променио име у „Ерик”; ново држављанство им је такође омогућило да издају гаранције и тако доведу друге чланове породице у Британију. Менделсон је у Палестини саградио многе данас познате зграде: Вајцманову кућу и три лабораторије на Вајцмановом институту за науку, Англо-палестинску банку у Јерусалиму, болницу Хадаса на планини Скопус, болницу Рамбам у Хаифи и друге.
Од 1941. до своје смрти, Менделсон је живео у Сједињеним Државама и предавао на Калифорнијском универзитету у Берклију. Све до краја Другог светског рата његове активности су биле ограничене његовим имиграционим статусом на предавања и публикације. Међутим, он је такође служио као саветник владе САД. На пример, 1943. године сарађивао је са Америчком армијом и Стандард Ојлом како би изградио „Немачко село“, скуп реплика типичних немачких радничких стамбених насеља, што је било од кључног значаја за стицање знања и искуства неопходног да се изврши бомбардовање Берлина. Године 1945, успоставио се у Сан Франциску. Од тада до своје смрти 1953. године предузимао је разне пројекте, углавном за јеврејске заједнице.

## Дело
- Хала за Херманову шеширџиницу у Лукенвалду (1919. – 1920)
- Ајнштајнова кула у Постдаму[2] (1920. – 1921.зграда, 1921. – 1924. техничка опремљеност)
- Кућа Мосе – преградња канцеларије и штампарије Рудолфа Моса (1921. – 1923)
- Робна кућа Шокен у Нирнбергу (1925. – 1926)
- Текстилна фабрика у Петрограду (1926)
- Доградња и преградња робне куће у Дуисбургу (1925. – 1927)
- Робна кућа Шокен у Штутгарту (1923. – 1928)
- Изложбени павиљон за Рудолфа Моса (1928)
- Вога комплекс и универзум- биоскоп, Берлин (1925. – 1931)
- Робна кућа Шокен у Кеминцу[2] (1927. – 1930. )
- Лична вила у Берлину (1928. – 1930. )
- Кућа Колумбус у Берлину (1928. – 1932. )
- Жидовски омладински центар у Есену (1930. – 1933. )
- Павиљон „The De La Warr, Bexhill – on – Sea“ Сусекс (1934. )
- „Cohen House, Chelsea“, Лондон (1934. – 1936. )
- Вила Ваицман Реховот (Израел) (1935. – 1936. )
- Универзитет у Јерузалиму (1934. – 1940. )
- Синагога „B'Nai Amoona“ (данас центар креативне уметности), Универзитетски град- Мисури (1946. – 1950. )